# Adela Román Ocampo
Adela Román Ocampo (Acapulco de Juárez, Guerrero, 16 de diciembre de 1954) es una abogada y política mexicana. Se desempeñó como diputada local del Congreso del Estado de Guerrero en la LVII legislatura. Fue presidenta municipal de la ciudad de Acapulco de Juárez por la coalición «Juntos Haremos Historia» conformada por el partido Movimiento Regeneración Nacional, el Partido del Trabajo y el Partido Encuentro Social del 1 de octubre de 2018. al 30 de septiembre de 2021. Actualmente se desempeña como Magistrada del Tribunal Superior de Justicia del Estado de Guerrero. 

## Biografía
Adela Román Ocampo es Licenciada en Derecho por la Universidad Autónoma de Guerrero. 
Ha ocupado diversos cargos en la función pública, siendo el primero de estos Jueza Calificadora del H. Ayuntamiento Constitucional de Acapulco (1978), ese mismo año asume la Dirección del Centro de Readaptación Social de Acapulco. En (1980) inicia su carrera dentro del Poder Judicial del Estado de Guerrero, siendo Jueza Menor del Ramo Civil, y para (1985) Jueza de Primera Instancia, desempeñandose en los distritos judiciales de Abasolo, Allende y Tabares. En (1997) condujo los destinos de la Barra de Acapulco, Colegio de Abogados del Estado de Guerrero, impulsando reformas en materia jurídica; su destacada participación la llevó a ser propuesta como Sindica Procuradora del H. Ayuntamiento de Acapulco de Juárez, Guerrero (1999-2002); posteriormente ganaría la elección como Diputada Local (2002-2005) por el quinto distrito electoral formando parte de la LVIII Legislatura del H. Congreso del Estado de Guerrero, siendo Coordinadora de la Fracción Edilicia del PRD, al término de dicha encomienda se dedicó al libre ejercicio de su profesión (abogada) y en (2011) el Congreso del Estado de Guerrero aprueba su nombramiento como Magistrada del Tribunal Superior de Justicia del Estado de Guerrero, (2018) Es electa como la primera Alcaldesa Constitucional de Acapulco de Juárez, Guerrero.

## Elecciones 2018
Se realizaron el 1 de julio de 2018, simultáneamente con las elecciones federales, y en ellas se renovaron 46 diputados del Congreso del Estado y los 81 ayuntamientos del estado, en las cuales resultó ganadora como Presidenta municipal para Acapulco de Juárez.

## Presidencia municipal de Acapulco
Desde el año 2017 forma parte del partido Movimiento Regeneración Nacional por lo que oficializó su candidatura para la presidencia municipal de Acapulco de Juárez durante el primer trimestre de 2018, resultando ganadora en las elecciones de junio del 2018 y tomó posesión desde el 1 de octubre del 2018.
Adela Román Ocampo, heredó un gobierno con deuda millonaria, pues de enero a diciembre del año pasado, Acapulco solicitó seis créditos bancarios, de igual manera la deuda de Acapulco creció 46% en el primer año de gobierno de Evodio Velázquez Aguirre, al pasar de 452 millones 19 mil 763 pesos en 2016 a 661 millones 524 mil 377 pesos en 2017. Debido a esto Adela Román solicitó recursos federales y estatales por 1.500 millones de pesos para poder solventar los gastos debido a fin de año.

### Problemas sociales
Acapulco se ha convertido en una de las ciudades más violentas del mundo debido a la elevada tasa de homicidios que presenta. América Latina cuenta con una cifra alta en el listado dado a conocer por el Consejo Ciudadano de México para la Seguridad Pública y Justicia Penal (CCSPJP), debido a que allí, en el año 2018, operaban 42 de las 50 organizaciones más peligrosas del mundo.